# Carl Johan Fahlcrantz (Maler)

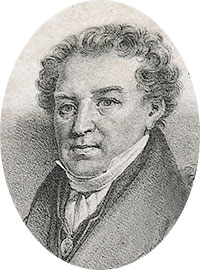
Carl Johan Fahlcrantz

Carl Johan Fahlcrantz (* 29. November 1774 in Stora Tuna bei Falun, Schweden; † 1. Januar 1861 in Stockholm) war ein schwedischer Maler und Repräsentant der romantischen Landschaftsmalerei.

## Leben
Fahlcrantz war ein Nachfahr von Hans Fahlcrantz (1710–1768), der Glockenmacher in Munktorp in Västmanland war und der sich als erster nach seinem Geburtsort den Familiennamen Fahlcrantz gegeben hatte. Fahlcrantz war ein Sohn des Propstes Johan Fahlcrantz (Sohn von Hans, 1741–1813) und dessen Frau Gusta[f]va (geborene von Brenner, 1752–12. März 1815). Er hatte sieben Geschwister, von denen zwei, der Bildhauer Axel Magnus Fahlcrantz (1780–7. Oktober 1854) und der Theologe und Dichter Christian Erik Fahlcrantz (* 30. August 1790), ebenfalls sehr bekannt wurden. Als ältester Sohn war er eigentlich eine kirchliche Laufbahn bestimmt. Doch schon früh interessierte er sich für die Kunst und kolorierte Kupferstiche mit den Säften gepresster Blumen.
Er kam im Alter von 16 Jahren nach Stockholm, wo er zunächst ein Schüler der Maler Johan Gottlob Brusell und Emanuel Limnell, die Theaterdekorationen fertigten. Von 1792 bis 1802 studierte er an der Kungliga Konsthögskolan Stockholm in Stockholm. Fahlcrantz malte Landschaftsbildnisse und stellte 1799 erstmals Werke in der Akademie aus. Der Verkauf seiner Bilder reichte gerade, um die Kosten für seinen Lebensunterhalt zu decken. Er wandte sich bald der Malerei mit Ölfarben zu und wurde 1801 auf Empfehlung des Bildhauers und Zeichners Johan Tobias Sergel an der Schwedischen Akademie der Schönen Künste aufgenommen und 1803 dort Mitglied. Er und erhielt 1805 ein Reisestipendium und wollte nach Italien reisen. Unterwegs erkrankte er und als er sich erholt hatte, zwang ihn der Ausbruch des Kriegs nach Schweden zurückzukehren. Daher führte er seine Studienreise im Heimatland aus. Im Jahr 1815 wurde er zum Professor ernannt und 1829 Ehrenmitglied der dänischen und 1856 der schwedischen Kunstakademie.
Seine Werke sind im Schwedischen Nationalmuseum, in den königlichen Schlössern und in der Stockholmer Kunstakademie ausgestellt. In der Farbgebung seiner Landschaften orientierte er sich an Elias Martin, Claude Lorrain und Jacob van Ruisdael, sie weisen zumeist dunkle Farben auf. Eine große Anzahl seiner Werke wurde von den Königen Karl Johann und Oscar I. von Schweden, von Ludwig I. von Bayern und Friedrich VI. von Dänemark erworben. Eine dieser Sammlungen ging bei dem Brand verloren, der die erste königliche Villa Rosendal auf Djurgården zerstörte.
Am 17. März 1849 heiratete Fahlcrantz Anna Sophia (geborene Hagström, 12. März 1804–2. Mai 1891), die Tochter des Kaufmanns Johan Eric Hagström und dessen Frau Anna Catharina (geborene Dahlqvist). Er war zudem ein Sammler von Ölgemälden anderer Künstler. Dieser Werke blieben nach seinem Tod zunächst im Besitz seiner Witwe, ehe sie später an die Erben verteilt wurden.

## Werk
Fahlcrantz wurde vor allem als Landschaftsmaler bekannt. In Deutschland wurde er durch seine Darstellungen aus Esaias Tegnérs Frithiofs saga (1820) bekannt, die in verkleinertem Maßstab lithografiert der Übersetzung des Skandinavisten Gottlieb Mohnike beigegeben sind.
- 1819: Landschaft mit Wasserfall und Mühle
- 1834: Romantische Landschaft und Schloss Läckö
- 1835: Schloss Kalmar im Mondschein
- Meer und Wolke

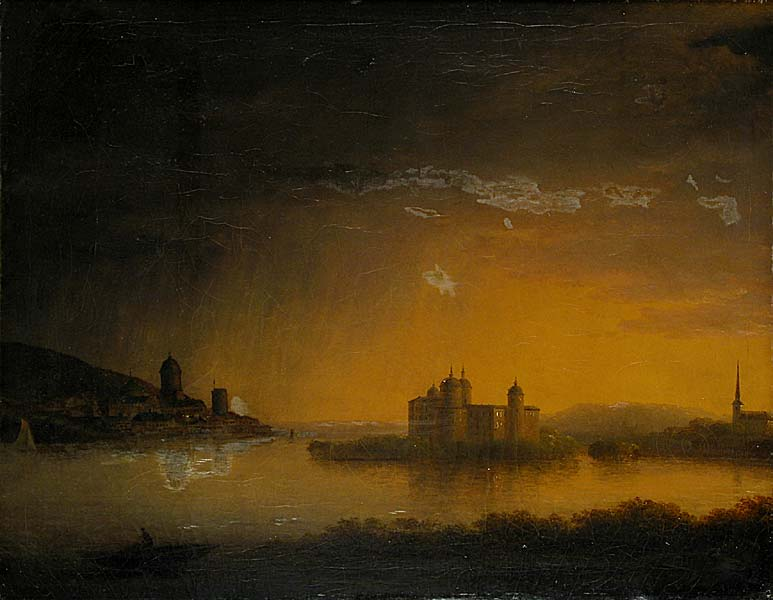
Schloss Gripsholm, 1819
Schloss Läckö, 1834
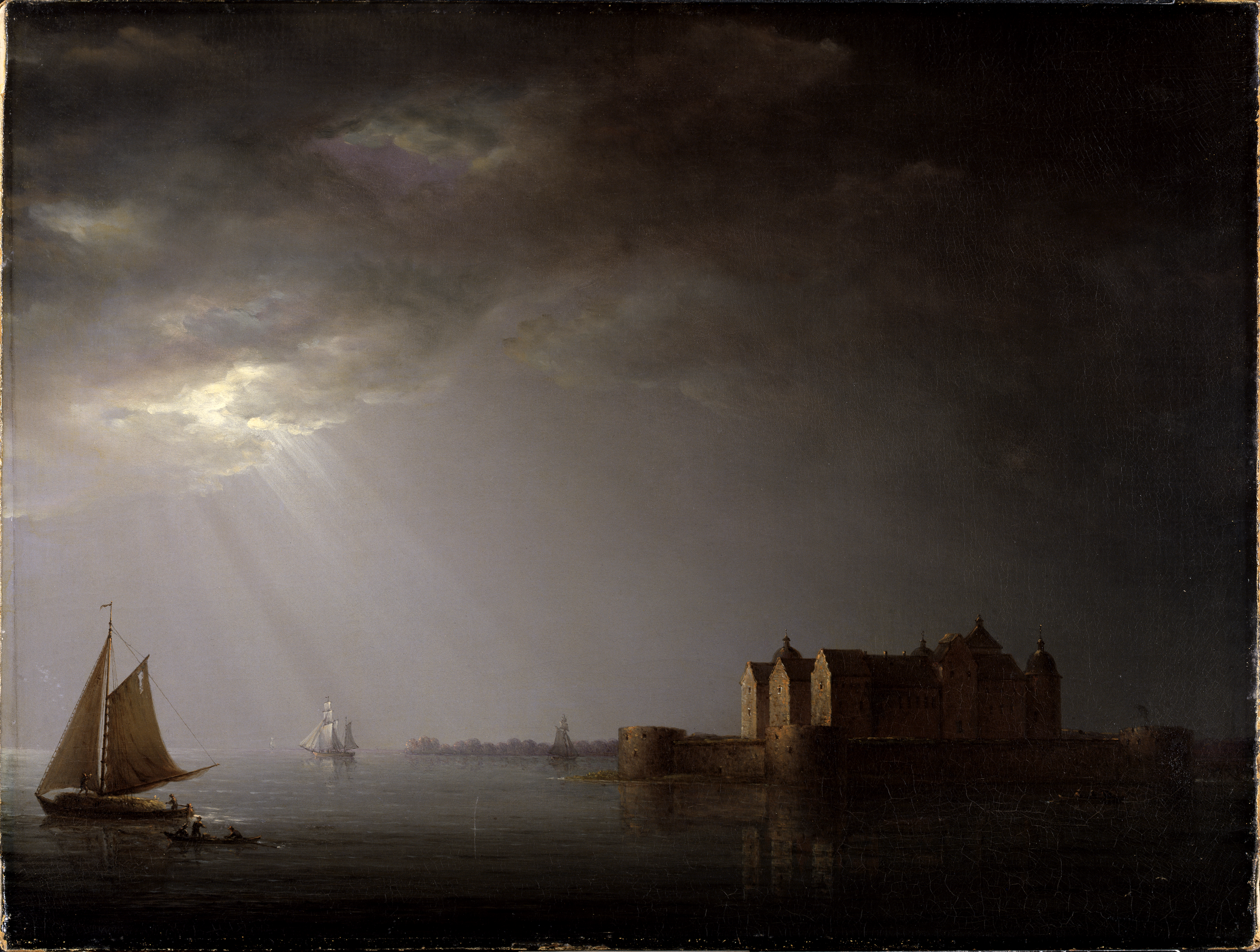
Schloss Kalmar im Mondschein, 1835